# Itamar Golan
Pour les articles homonymes, voir Golan.
Itamar Golan, né le 3 août 1970 à Vilnius (Lituanie), est un pianiste israélien.

## Biographie
Il émigre en Israël avec ses parents à l'âge d'un an. Il étudie le piano avec Lara Vodovoz et Emmanuel Krazovsky et donne son premier récital à l'âge de sept ans.
De 1985 à 1989, une bourse de l'American-Israeli Cultural Foundation lui permet de poursuivre sa formation aux États-Unis au New England Conservatory de Boston auprès de Leonard Shure et Patricia Zander. Il travaille également la musique de chambre avec Chaim Taub.
Il débute alors une carrière de soliste et de chambriste aux États-Unis et en Israël. Sa renommée s'étend et il est rapidement un musicien de chambre très demandé se produisant aux côtés de partenaires comme Barbara Hendricks, Maxim Vengerov, Shlomo Mintz, Mischa Maisky, Matt Haimovitz, Tabea Zimmermann, Ida Haendel, Julian Rachlin, etc. Il est invité par les salles de concert et les festivals les plus prestigieux, Ravenne, Chicago, Tanglewood, Salzbourg, Édimbourg, Verbier et Lucerne. Il a également joué en soliste avec l'Orchestre philharmonique d'Israël et l'Orchestre philharmonique de Berlin sous la direction de Zubin Mehta.
De 1991 à 1994, il enseigne à la Manhattan School of Music à New York et il est actuellement professeur de musique de chambre au Conservatoire de Paris.